# L.A. Reid
L.A. Reid, pseudonimo di Antonio Marquis Reid (Cincinnati, 7 giugno 1956), è un compositore e produttore discografico statunitense vincitore di tre Grammy Awards.

## Biografia
È principalmente conosciuto per essere stato il fondatore dell'etichetta discografica LaFace Records, istituita nel 1989 insieme a Kenneth "Babyface" Edmonds. Reid ha notevolmente contribuito al lancio della carriera di artisti come Avril Lavigne, Mariah Carey, Pink (cantante), Justin Bieber, Toni Braxton, TLC, Usher, Ciara, Rihanna, OutKast, Dido, One Direction, Cher Lloyd.
Precedentemente era presidente ed amministratore delegato della Island Def Jam Records e della Hitco Music Publishing, entrambe ad Atlanta.
Ora presidente Epic Music etichetta discografica della Sony Music
È famoso presso il pubblico internazionale per essere stato il giudice della prima e seconda edizione della versione americana del talent show The X Factor, nonché produttore di Xscape, secondo album postumo di Michael Jackson.